# The Easybeats
A The Easybeats egy ausztrál rockegyüttes volt, amelyet 1964-ben alapítottak meg Sydneyben. Az együttes ritmusgitárosa George Young volt, akinek testvérei Malcolm és Angus Young később az AC/DC alapító tagjai voltak. George Young 2017-ben, Stevie Wright énekes pedig két évvel korábban, 2015-ben elhunyt.

## Tagok
- Stevie Wright (ének) (1964–1969, 1986)
- George Young (gitár) (1964–1969, 1986)
- Harry Vanda (gitár) (1964–1969, 1986)
- Dick Diamonde (basszusgitár) (1964–1969, 1986)
- Gordon "Snowy" Fleet (dob) (1964–1967, 1986)
- Tony Cahill (dob) (1967–1969)

## Diszkográfia
- Easy (1965)
- It's 2 Easy (1966)
- Volume 3 (1966)
- Good Friday / Friday on My Mind (1967)
- Vigil / Falling Off the Edge of the World (1969)
- Friends (1970)